# La Purísima (Zapotlanejo)
La Purísima es una localidad del estado mexicano de Jalisco. Es parte del municipio de Zapotlanejo.

## Toponimia
El nombre «La Purísima» hace referencia a la santa patrona de la localidad: Nuestra Señora de la Purísima Concepción.

## Demografía
| Gráfica de evolución demográfica |
|                                  |

| Censo | Población |
| ----- | --------- |
| 1910  | 20        |
| 1921  | 85        |
| 1930  | 62        |
| 1940  | 274       |
| 1950  | 217       |
| 1960  | 265       |
| 1970  | 235       |
| 1980  | 365       |
| 1990  | 494       |
| 2000  | 668       |
| 2010  | 1 013     |
| 2020  | 1 045     |